# Epopterus tigrinus
Epopterus tigrinus es una especie de coleóptero de la familia Endomychidae.

## Distribución geográfica
Habita en Brasil.